# اسک ۴۸۹۴
سیارک ۴۸۹۴ (به انگلیسی: 4894 Ask، نامگذاری:1986RJ) چهار هزار و هشتصد و نود و چهارمین سیارک کشف شده‌است که در ۸ سپتامبر ۱۹۸۶ کشف شد.
قدر مطلق سیارک برابر ۱۳٫۵۰ است.